# Rond-point du Prado
Pour la station de métro, voir Rond-point du Prado (métro de Marseille).
Le rond-point du Prado est un carrefour giratoire marseillais du 8e arrondissement de Marseille.

## Situation et accès
Il est situé à l'intersection du boulevard Rabatau, de l'avenue du Prado et du boulevard Michelet.
L'entrée du parc Marseille Chanot est sur ce rond-point, qui est desservie par la station Rond-Point du Prado de la ligne 2 du métro de Marseille.

## Historique
Le rond-point connaît une rénovation de 2009 à 2015 et porte, par délibération du conseil municipal en date du 26 novembre 2019, le nom de Jacques Chirac (1932-2019), président de la république française de 1995 à 2007.
Les « Arènes du Rond-point du Prado », abritant des événements de tauromachie et de boxe anglaise, se dressent en ce lieu de 1887 à 1950.